# Caristius japonicus
Caristius japonicus är en fiskart som beskrevs av Gill och Smith, 1905. Caristius japonicus ingår i släktet Caristius och familjen Caristiidae. Inga underarter finns listade.